# Mikrobielle Brennstoffzelle
Eine mikrobielle Brennstoffzelle (MBZ) (englisch microbial fuel cell) kann lebende Mikroorganismen, die im Rahmen ihres Energiestoffwechsels organische Substanzen verarbeiten, unmittelbar zur Energiegewinnung nutzen.
Die beim Stoffwechsel entstehenden Elektronen werden von diesen Mikroorganismen auf eine Elektrode übertragen und ermöglichen so die elektrische Energieerzeugung.
Die Mikroorganismen erfüllen dabei in der MBZ die Funktion eines Biokatalysators.
Anwendungen von mikrobiellen Brennstoffzellen liegen in der Energiegewinnung aus Abwässern und Abfällen, die aktuell erreichbaren Stromdichten erlauben jedoch noch keine ökonomisch sinnvolle Nutzung in größerem Umfang.

## Geschichte
Erste Untersuchungen zur Stromproduktion beim Abbau von organischen Stoffen wurden 1911 von Michael Cressé Potter durchgeführt. Dem Professor für Botanik an der University of Durham gelang ein Elektronentransfer von E. coli-Bakterien. Die Stromdichten waren jedoch gering und die Arbeit fand wenig Beachtung.
Barnett Cohen (Johns Hopkins Medical School, Baltimore) entwickelte 1931 mikrobielle Halbzellen, die in Reihe geschaltet eine Spannung von bis zu 35 Volt erzeugten, allerdings bei einer Stromstärke von nur zwei Milliampere.

## Aufbau
Typischerweise besteht eine mikrobielle Brennstoffzelle aus zwei separaten Bereichen, dem Anoden- und dem Kathodenkompartiment, die durch eine Protonen-Austausch-Membran (PEM) getrennt sind.
Im Anodenbereich leben Mikroorganismen, die organische Substrate wie Acetat oxidieren. Sogenannte exoelektrogene Mikroorganismen sind in der Lage, die bei diesem Prozess entstehenden Elektronen direkt auf die Anode zu übertragen, und ermöglichen so die Stromgewinnung aus organischen Substanzen.
Als Oxidationsprodukt entsteht Kohlendioxid.
Während die Elektronen einen externen Stromkreis durchlaufen, wandern die erzeugten Protonen durch die PEM oder eine Salzbrücke direkt zur Kathode. An dieser erfolgt die Reduktion eines Elektronenakzeptors mit Elektronen und Protonen von der Anode.

### Elektronenakzeptoren
Je nach Elektronenakzeptor unterscheidet man eine anaerobe und eine aerobe Kathodenreaktion. Verbreitet ist dabei die aerobe Kathodenreaktion, bei der Luftsauerstoff als Elektronenakzeptor fungiert.
Vorteil von Luftsauerstoff ist sein nahezu unbegrenzter Vorrat sowie das vergleichsweise hohe Redoxpotential.
Bevorzugter Mechanismus der Sauerstoffreduktion ist die Synthese von Wasser nach der folgenden Reaktionsgleichung:
{\displaystyle {\ce {O2 + 4 H+ + 4 e- -> 2 H2O}}}
Daneben können Elektronen auch an anaerobe Kathodenmaterialien wie Eisencyanid abgegeben werden. Da der Elektronenakzeptor hier jedoch im Laufe der Zeit verbraucht wird, muss er regelmäßig erneuert oder regeneriert werden, so dass dieser Kathodentyp in der Anwendung nahezu unbedeutend ist:
{\displaystyle {\ce {Fe(CN)6^{3-}{}+ e- -> Fe(CN)6^{4-}}}}

## Elektronenübertragung auf die Anode
Der Prozess der Elektronenübertragung von Mikroorganismen auf externe Akzeptoren ist Thema aktueller Forschungsarbeiten und bisher nicht präzise bekannt.
Die folgenden Mechanismen sind bisher bekannt.

### Mediatoren
In früheren Studien zu mikrobiellen Brennstoffzellen wurden regelmäßig externe Chemikalien, sog. Mediatoren, zugegeben. Dabei handelt es sich um Substanzen wie Neutralrot, Anthrachinon-2,6-Disulfonat (englisch anthraquinone-2,6-disulfonate, AQDS), Thionin, Kaliumhexacyanidoferrat(III), Methylviologen, und andere, die die Funktion des Elektronenakzeptors übernehmen.
Elektronen werden also von den Mikroorganismen direkt an die Mediatoren abgegeben, die ihrerseits Elektronen an die Anode abgeben.
Einige Mikroorganismen sind in der Lage, selbst Mediatoren zu produzieren. Ein Beispiel für diese sog. endogenen Mediatoren ist Pyocyanin, das vom Bakterium Pseudomonas aeruginosa hergestellt wird.

### Nanodrähte
Bakterien der Gattungen Geobacter und Shewanella bilden leitfähige Anhängsel aus, die sogenannten ‚Nanodrähte‘. Die elektrische Leitfähigkeit dieser Fortsätze kann mit Hilfe der Rastertunnelmikroskopie nachgewiesen werden.

### Direkter Kontakt
Als dritter Elektronenübertragungs-Mechanismus kommt ein direkter Kontakt zwischen Zellwand und Anode in Frage. Dieser Mechanismus ist bisher nicht eingehend untersucht.
Versuche zeigen jedoch, dass unter anaeroben Bedingungen kultivierte Shewanella oneidensis-Bakterien eine zwei- bis fünfmal höhere Adhäsion an Eisenoberflächen zeigen, als bei einer aeroben Kultivierung. Während im aeroben Fall die Elektronenabgabe an Luftsauerstoff möglich ist, muss im ersteren Fall ein Elektronentransfer an die Eisen-Elektroden erfolgen. Die erhöhte Adhäsion lässt die Vermutung zu, dass der Transfer über einen direkten Kontakt zwischen Zelle und Eisen-Elektrode erfolgt.

## Anwendung als Biosensor
Da der maximale Strom in einer mikrobiellen Brennstoffzelle u. a. vom Energiegehalt des Mediums und des darin enthaltenen Brennstoffes abhängt, können MBZs zur Messung der Konzentration organischer Substrate dienen. Die Brennstoffzelle dient in diesem Fall als Biosensor.
Die Beurteilung der Verschmutzung von Abwässern erfolgt häufig mit dem sog. Biochemischen Sauerstoffbedarf (BSB). Dieser gibt die Menge an Sauerstoff an, die zum biotischen Abbau im Wasser vorhandener organischer Stoffe benötigt wird.
Eine mikrobielle Brennstoffzelle kann als Sensor genutzt werden, um in Echtzeit BSB-Werte aufzunehmen.
Dabei muss jedoch sichergestellt sein, dass sämtliche bzw. ein Großteil der Elektronen an die Anode der Brennstoffzelle abgegeben wird und der Einfluss von Zweit-Elektronenakzeptoren weitestgehend minimiert wird. Dies wird erreicht, indem aerobe Atmung und Nitratatmung unterbunden werden, indem man Oxidase-Hemmer wie Cyanide und Azide zugibt.
Diese BSB-Sensoren sind kommerziell erhältlich.

## Weitere Anwendungsszenarien
Neben BSB-Sensoren, die bereits eingesetzt werden, haben mikrobielle Brennstoffzellen eine Vielzahl weiterer potentieller Anwendungen. Als Brennstoff kommt nahezu jedes organische Material in Frage, das biologisch abgebaut werden kann.

### Sedimente-Brennstoffzelle
Die Sedimente-Brennstoffzelle nutzt Sediment-Ablagerungen an Meeresböden und in Flüssen, die organische Stoffe und Sulfide enthalten. Indem die Anode der Brennstoffzelle im Sediment und die Kathode im darüber liegenden, sauerstoffhaltigen Wasser angebracht wird, kann elektrische Energie gewonnen werden. Diese Energie kann beispielsweise in Messstationen genutzt werden, die pH-Wert, Wassertemperatur, Strömungen usw. aufzeichnen.

### Wasserstoff-Produktion
Mikrobielle Brennstoffzellen können neben der Erzeugung von Elektrizität auch zur Wasserstoff-Produktion eingesetzt werden. Unter normalen Betriebsbedingungen erfolgt eine Reaktion der an der Anode entstehenden Protonen mit Luftsauerstoff zu Wasser nach der obigen Reaktionsgleichung.
Durch Anlegen einer externen Spannung kann jedoch der energetisch ungünstigere Reaktionsweg bevorzugt werden, bei dem die Protonen direkt mit Elektronen zu gasförmigem Wasserstoff kombinieren.
Die hierfür theoretisch nötige externe Spannung beträgt 0,11 V, was weit unter dem liegt, was für eine direkte Elektrolyse von Wasser nötig ist (1,2 V).